# Om Nom
Om Nom is een groen monster dat de hoofdrol speelt in de computerspellen Cut the Rope en Cut the Rope: Experiments. Hij is verzot op snoepjes die de speler via het doorsnijden met touwtjes, samen met het slim gebruiken van bepaalde gadgets, in Om Noms mond moet stoppen.

## Uiterlijk
Om Nom is een groen, klein monster, vergelijkbaar met de grootte van een gewone rode vogel in Angry Birds. Hij heeft vier kleine pootjes, waar hij moeilijk mee loopt. Verder heeft hij heel grote ogen, die ongeveer de helft van zijn gezicht in beslag nemen, met daarin twee veel kleinere pupillen. Om Nom heeft ook een heel grote mond, die over de hele breedte van zijn gezicht loopt als hij lacht. Hij heeft vier kleine tanden die bij de mond uitsteken.

## Rol in Cut the Rope
Hoewel Om Nom de hoofdrol speelt in Cut the Rope, is het niet mogelijk om met hem zelf te spelen of hem te besturen. Hij wordt eerder uitgebeeld als een klein monster dat enorme honger heeft, en hij wil dat de speler hem een lekker snoepje geeft. Om Nom doet niet veel meer dan zitten en wachten op het snoepje.
In Cut the Rope: Experiments is het mogelijk om foto's te verzamelen door middel van het vinden van half losgescheurde blaadjes aan het decor. Ook is een foto te verkrijgen als de speler op Facebook Vind ik leuk aangeeft.